# Государственный драматический театр (Дрезден)
Государственный драматический театр (нем. Staatsschauspiel Dresden) — театр в Дрездене. Здание основной сцены театра расположено в центре города, в непосредственной близости от дворца Цвингер и Замка-резиденции, по адресу: Театерштрассе, д. 2.
Наряду с Дрезденской оперой входит в государственную корпорацию «Саксонские государственные театры».

## История

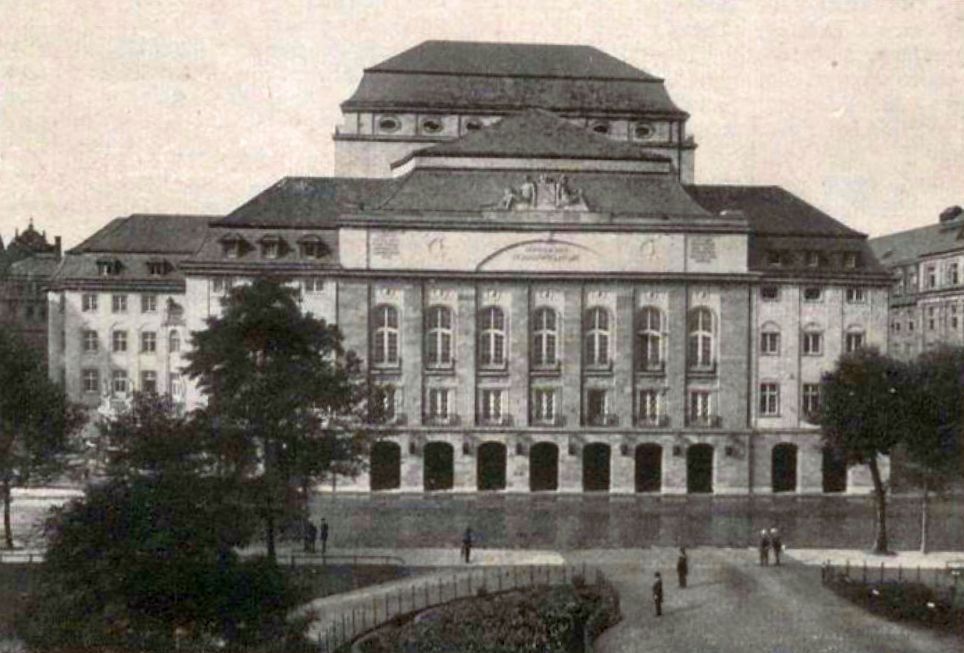
Театр в 1914 году

Строительство театра началось в 1911 году по инициативе Театрального общества Дрездена, в которое входили крупные предприниматели и фабриканты того времени, среди которых был Август Лингнер. Проект здания разработал архитектор Вильям Лоссов в стилях необарокко и модерн. Генеральным директором театра стал Николаус граф фон Зеебах.
Здание театра было торжественно открыто 13 сентября 1913 года юбилейной увертюрой Карла Марии фон Вебера, фрагментом пьесы «Роберт Гискар» Генриха фон Клейста и одноактной пьесой «Торгауэр Хайде» Отто Людвига. На открытии присутствовали многие известные драматурги, такие как Герхарт Гауптман, Стефан Цвейг и Гуго фон Гофмансталь .
После отречения короля Фридриха Августа III и падения монархии в Саксонии, театр, который носил статус Королевского придворного, был переименован в Саксонский государственный театр.
Во время бомбардировки Дрездена 13 и 14 февраля 1945 года, здание театра сильно пострадало, но не было разрушено полностью. Уцелела даже сцена с гидравлическими подиумами, которые функционируют до сих пор. Уже в мае 1945 года, при активной помощи сотрудников театра, началась расчистка завалов. В декабре того же года было решено преобразовать театр в оперно-драматический, так как здание Земперопер тоже сильно пострадало во время бомбардировки. В ходе реконструкции интерьер театра был существенно переработан. Потолок зала был поднят выше и структурирован плотными рядами изогнутых неоновых трубок. Кроме того, третий ярус был спроектирован как хорошо видимый окружающий балкон. Кроме того, исчезли коробки авансцены, что позволило увеличить проем сцены.
22 сентября 1948 года здание театра было торжественно открыто оперой Бетховена «Фиделио», как Дрезденский государственный театр оперы, балета, драмы и сцена Саксонской государственной капеллы.
13 февраля 1985 года было торжественно открыто восстановленное здание Земперопер, в связи с чем, оперная труппа и Саксонская государственная капелла переехали туда и театр вновь стал драматическим.

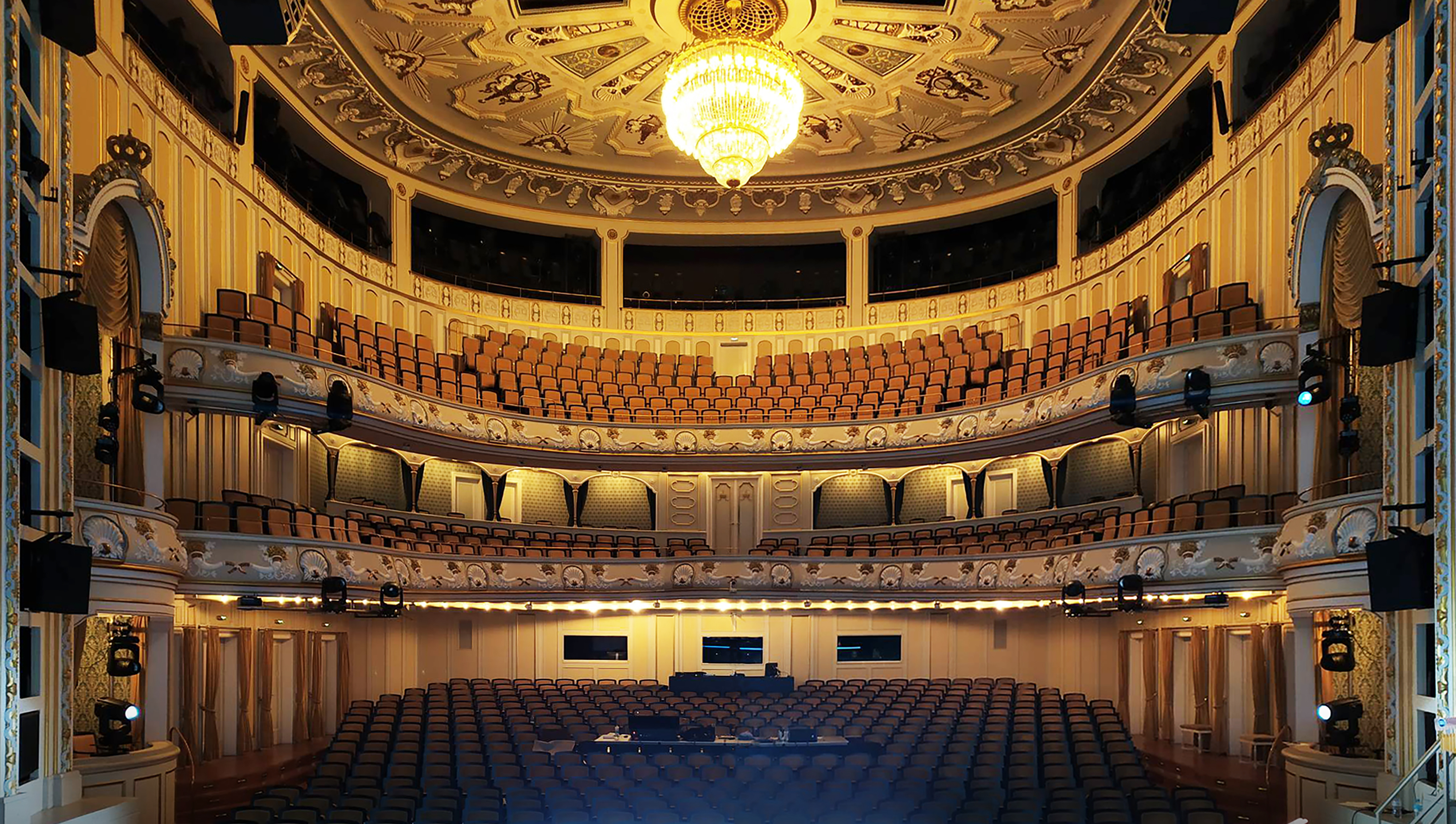
Зрительный зал основной сцены

В 1993 году театр закрылся на масштабную реконструкцию, в ходе которой зрительному залу был возвращен исторический облик 1913 года, а сценическое оборудование было модернизировано.
Во время наводнения в августе 2002 года театр был затоплен, в результате чего технические системы внутри были разрушены. К началу сезона 2003/04 года все повреждения были устранены.
В 2013 году театр, наряду с Земперопер, был включен в государственную корпорацию «Саксонские государственные театры».
В разное время в театре работали Эрих Понто, Мартин Хелльберг, Карл фон Аппен, Рольф Хоппе, Хорст Шульце, Арно Выцневский, Ангелика Валлер, Рената Блюме и др. В настоящее время на сцену театра регулярно выходят Кристиан Фридель, Сильвестр Грот, Дагмар Манцель, Ян Йозеф Лиферс и др.

## Малая сцена
Театр, помимо основной сцены, имеет ещё одно здание на Гласисштрассе, в котором располагается малая сцена. Это здание было передано театру в 1945 году и было открыто пьесой «Натан Мудрый» Готхольда Лессинга, где главную роль исполнил Эрих Понто. В 1992 году в этом здании открылась ещё одна сцена, находящаяся под крышей.